# Municipio de Walnut Creek (Misuri)
El municipio de Walnut Creek (en inglés: Walnut Creek Township) es un municipio ubicado en el condado de Macon en el estado estadounidense de Misuri. En el año 2010 tenía una población de 211 habitantes y una densidad poblacional de 2,26 personas por km².

## Geografía
El municipio de Walnut Creek se encuentra ubicado en las coordenadas 39°55′3″N 92°40′48″O / 39.91750, -92.68000. Según la Oficina del Censo de los Estados Unidos, el municipio tiene una superficie total de 93.27 km², de la cual 91,81 km² corresponden a tierra firme y (1,57 %) 1,46 km² es agua.

## Demografía
Según el censo de 2010, había 211 personas residiendo en el municipio de Walnut Creek. La densidad de población era de 2,26 hab./km². De los 211 habitantes, el municipio de Walnut Creek estaba compuesto por el 97,16 % blancos, el 0,47 % eran afroamericanos y el 2,37 % eran de una mezcla de razas. Del total de la población el 1,9 % eran hispanos o latinos de cualquier raza.